# Olof Rahm
Olof Rahm var en svensk porslinsmålare verksam under 1700-talets senare del.
Rahm var verksam som porslinsmålare vid Mariebergs porslinsfabrik på 1760-talet, därefter arbetade han några år från 1771 vid Rörstrands porslinsfabrik innan han som gesäll åter arbetar vid Marieberg från 1775. Hans mest framträdande arbete är en signerad toalettask i emaljerad fajans som har formen av en vilande duva. Toalettasken ingår i Rörstrands samlingar av porslinsföremål. 